# Paolo Gentiloni
Paolo Gentiloni Silveri (ur. 22 listopada 1954 w Rzymie) – włoski polityk i dziennikarz, parlamentarzysta, w latach 2006–2008 minister łączności, od 2014 do 2016 minister spraw zagranicznych, w latach 2016–2018 premier Włoch, od 2019 do 2024 członek Komisji Europejskiej.

## Życiorys
Ukończył studia z zakresu nauk politycznych na uniwersytecie La Sapienza. Zawodowo pracował jako dziennikarz, m.in. w „La Nuova ecologia”. W 1993 burmistrz Rzymu powierzył mu funkcję swojego rzecznika. Organizował różne kampanie wyborcze, w 2001 po raz pierwszy został wybrany do Izby Deputowanych XIV kadencji z ramienia partii Margherita. W 2006, 2008, 2013 i 2018 uzyskiwał reelekcję w kolejnych wyborach do niższej izby włoskiego parlamentu (XV, XVI, XVII i XVIII kadencji).
Od 17 maja 2006 do 8 maja 2008 był ministrem łączności w rządzie Romano Prodiego. W 2007 przystąpił ze swoim ugrupowaniem do Partii Demokratycznej, wchodząc w skład jej komitetu założycielskiego. 31 października 2014 został ministrem spraw zagranicznych w rządzie Mattea Renziego.
11 grudnia 2016 został desygnowany na stanowisko premiera Włoch po dymisji premiera Mattea Renziego. Następnego dnia ogłosił listę kandydatów na ministrów. Również 12 grudnia 2016 członkowie jego gabinetu zostali zaprzysiężeni przez prezydenta i tym samym tego dnia oficjalnie rozpoczął urzędowanie na stanowisku premiera Włoch.
24 marca 2018, blisko trzy tygodnie po wyborach parlamentarnych, Paolo Gentiloni ogłosił dymisję swojego rządu. Ostatecznie jego gabinet funkcjonował do 1 czerwca 2018, gdy po długotrwałych negocjacjach został zaprzysiężony pierwszy rząd Giuseppe Contego. W marcu 2019 objął techniczną funkcję przewodniczącego Partii Demokratycznej. W tym samym roku dołączył do Komisji Europejskiej kierowanej przez Ursulę von der Leyen (z kadencją od 1 grudnia 2019) jako komisarz do spraw gospodarki. Zakończył pełnienie tej funkcji z końcem kadencji KE w 2024.